# Estación Akaboshi
La estación Akaboshi (赤星駅 Akaboshi-eki?) es una estación de la línea Yosan de la Japan Railways que se encuentra en la ciudad de Shikokuchuo de la prefectura de Ehime. El código de estación es el "Y25".

## Características
Cuenta con una sala de espera y el acceso está optimizado para personas con capacidades reducidas.

## Estación de pasajeros
Cuenta con una plataforma, el cual posee un único andén (andén 1). Es una estación sin personal.

### Andén
| 1 | ● Línea Yosan |                                                                                        | Hacia Iyomishima, Kawanoe y Kanonji (los servicios rápidos no se detienen) |
| 1 | ● Línea Yosan | Hacia Niihama, Saijo, Imabari, Hojo y Matsuyama (los servicios rápidos no se detienen) |                                                                            |

## Alrededores de la estación
- Ruta nacional 11
- Parada del autobús Setouchi (せとうちバス Seto'uchi-basu?)
- Monte Akaboshi (赤星山 Akaboshi-yama?)

## Historia
- 1960: el 1° de marzo se inaugura la estación Akaboshi.
- 1987: el 1° de abril pasa a ser una estación de la división Ferrocarriles de Pasajeros de Shikoku de la Japan Railways.

## Estación anterior y posterior
- Línea Yosan 
  - Estación Iyosangawa (Y24)  <<  Estación Akaboshi (Y25)  >>  Estación Iyodoi (Y26)